# Bandar-e Jask
Jāsk (farsi جاسک) o Bandar-e Jāsk (بندرجاسك) è il capoluogo dello shahrestān di Jask, circoscrizione Centrale, nella provincia di Hormozgan. È una città portuale situata nel Golfo di Oman, sede di una base navale iraniana. Aveva, nel 2006, una popolazione di 11.133 abitanti.